# باز بني
باز بني (الاسم العلمي: Accipiter fasciatus)، هو نوع من أنواع الطيور الجارحة، جنس باز، حجمه متوسط يتبع فصيلة بازيات الشكل، موطنه أستراليا والجزر المحيطة.

## الوصف

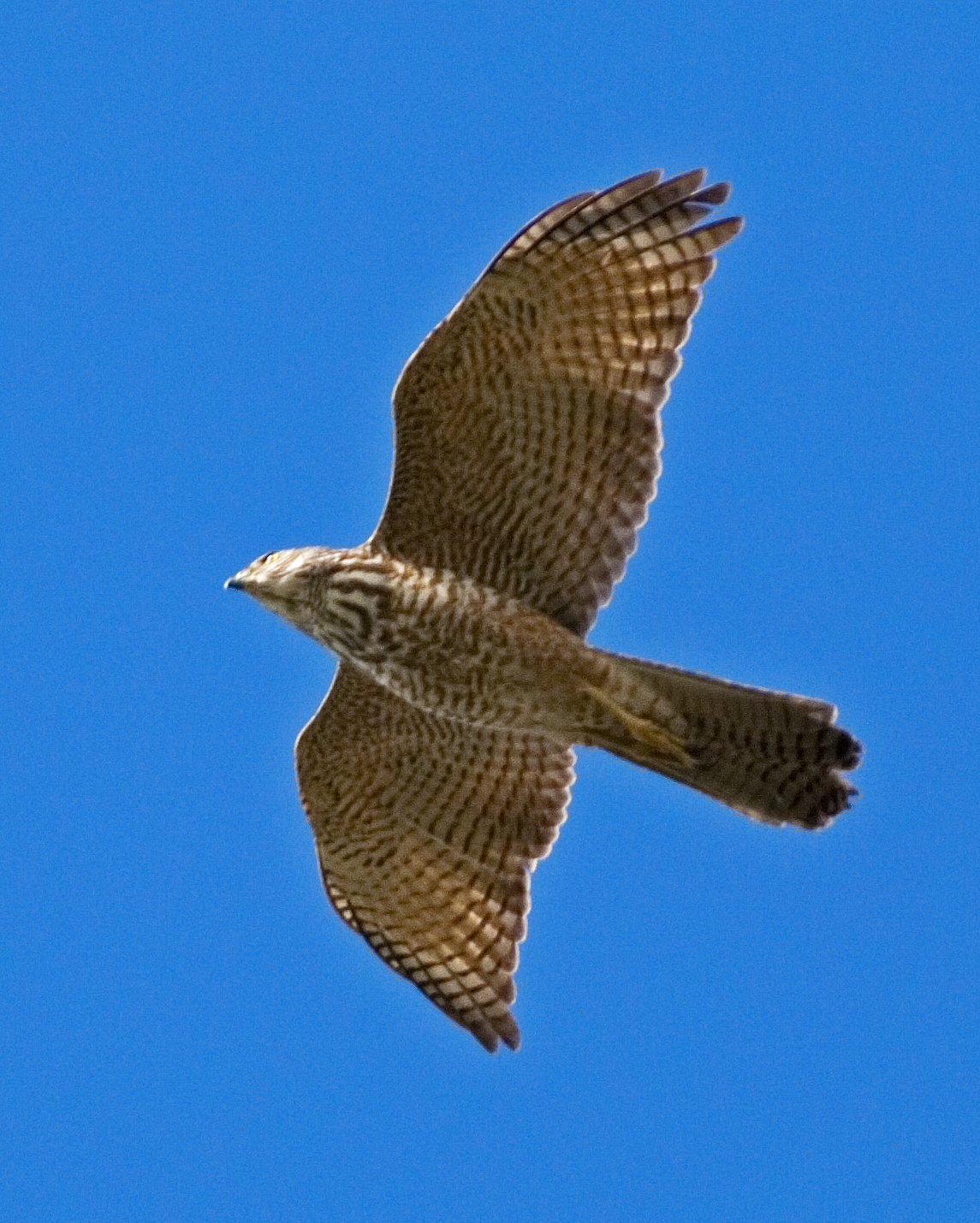
طائر باز بني

أجزاء الطائر العلوية رمادية، والسفلية حمراء، محددة بدقة باللون الأبيض.

## الانتشار
ينتشر طائر الباز البني على نطاق واسع في مناطق أستراليا وآسيا وغينيا وكاليدونيا الجديدة، وفي غابات الأوكالبتوس والأراضي الحرجية والغابات المطيرة، بالإضافة إلى المحيط الهادئ .

## التغذية
يتغذى طائر الباز البني بشكل أساسي على الطيور الأخرى متوسطة الحجم، وعلى صيد الثدييات الصغيرة مثل الفئران والأرانب، غالبًا ما يصطاد الباز البني بالقرب من الأراضي الزراعية والرطبة، حيث تكثر الطيور مثل البط والكوكاتو والحمام.
ويقوم بإفتراس الفرائس الصغيرة مثل العصافير والماصات، حتى الطيور بحجم الطيور الداجنة ويتناول الخفافيش والزواحف الصغيرة والبرمائيات والحشرات الكبيرة في بعض الأحيان.

## التربية
يعشش الطائر في الأشجار الطويلة على منصة من العصي والأغصان المبطنة بأوراق خضراء، تبلغ فترة الحضانة حوالي 30 يومًا، حيث تنضج الكتاكيت بعد حوالي 31 يومًا من الفقس.